# The Move
The Move este o formație rock britanică din Birmingham, care spre deosebire de late formații britanice nu au avut prea mare succes în SUA.
În perioada de succes, conducătorul grupului a fost chitaristul și vocalistul Roy Wood, dar la începutul carierei lor muzicale liderul a fost Ace Kefford.
În Marea Britanie au avut 9 single-uri în topul 20 într-o perioadă de 5 ani.
Membrii, care aveau experiență din activitatea cu alte formații din Birmingham, au fost inițial influențați de The Beatles, de stilul formațiilor de la casa de discuri Motown și de sunetul "West Coast".
Inițial formația consta din: Roy Wood, Bev Bevan (baterie), Ace Kefford (bas), Carl Wayne (vocalist) și Trevor Burton (chitară).  În 1972, membrii de bază erau Wood, Bevan și Jeff Lynne (chitară, pian), Wood și Lynne formând mai apoi The Electric Light Orchestra.
Concertele formației the Move au fost marcate de acțiuni menite să atragă atenția mass-mediei. De exemplu, Wood distrugea cu un topor pe scenă aparate TV, mașini Cadillac, busturi ale lui Hitler și Ian Smith (liderul Rhodesiei rasiste) etc.
Managerul lor, Tony Secunda, a reușit să le aranjeze o apariție săptămânală la renumitul "Marquee Club" din Londra, după ce The Who renunțaseră la acest privilegiu. 

## Discografie

### Albume de studio
- The Move (1968) [UK #15]
- Something Else from the Move  (1969)  (5-Track EP played at 33 rpm)
- Shazam (album)|Shazam  (1970)
- Looking On  (1970)
- Message from the Country  (1971)

### Compilații
- Split Ends  (1972)
- The Best of the Move  (1974)
- Great Move!:  The Best of the Move (1992)
- The BBC Sessions  (1995)
- Movements:  30th Anniversary Anthology  (2008)

### Single-uri
| Titlu                               | Data | Topul britanic |
| ----------------------------------- | ---- | -------------- |
| "Night of Fear"                     | 1967 | #2             |
| "I Can Hear the Grass Grow"         | 1967 | #5             |
| "Flowers in the Rain"               | 1967 | #2             |
| "Fire Brigade"                      | 1968 | #3             |
| "Wild Tiger Woman"                  | 1968 | #53            |
| "Blackberry Way"                    | 1968 | #1             |
| "Curly"                             | 1969 | #12            |
| "Brontosaurus"                      | 1970 | #7             |
| "When Alice Comes Back to the Farm" | 1970 | -              |
| "Tonight"                           | 1971 | #11            |
| "Chinatown"                         | 1971 | #23            |
| "California Man"                    | 1972 | #7             |